# ديف تشارتير
ديف تشارتير هو لاعب هوكي جليد كندي، ولد في 15 فبراير 1961 في St. Lazare, Manitoba ‏ في كندا.

## وصلات خارجية
- ديف تشارتير على موقع دوري الهوكي الوطني (الإنجليزية)
- ديف تشارتير على موقع قاعة مشاهير الهوكي (لاعب أن.إتش.أل) (الإنجليزية)
- ديف تشارتير على موقع EliteProspects.com (الإنجليزية)
- ديف تشارتير على موقع HockeyDB.com (الإنجليزية)
- ديف تشارتير على موقع Hockey-Reference.com (الإنجليزية)